# Lachnomyrmex
Lachnomyrmex là một chi kiến trong phân họ Myrmicinae.

## Species
- Lachnomyrmex amazonicus Feitosa & Brandão, 2008
- Lachnomyrmex fernandezi Feitosa & Brandão, 2008
- Lachnomyrmex grandis Fernández & Baena, 1997
- Lachnomyrmex haskinsi Smith, 1944
- Lachnomyrmex laticeps Feitosa & Brandão, 2008
- Lachnomyrmex lattkei Feitosa & Brandão, 2008
- Lachnomyrmex longinodus Fernández & Baena, 1997
- Lachnomyrmex longinoi Feitosa & Brandão, 2008
- Lachnomyrmex mackayi Feitosa & Brandão, 2008
- Lachnomyrmex nordestinus Feitosa & Brandão, 2008
- Lachnomyrmex pilosus Weber, 1950
- Lachnomyrmex platynodus Feitosa & Brandão, 2008
- Lachnomyrmex plaumanni Borgmeier, 1957
- Lachnomyrmex regularis Feitosa & Brandão, 2008
- Lachnomyrmex scrobiculatus Wheeler, 1910
- Lachnomyrmex victori Feitosa & Brandão, 2008